# Hypostomus piratatu
Hypostomus piratatu es una especie de peces de la familia Loricariidae en el orden de los Siluriformes.

## Morfología
Los machos pueden llegar alcanzar los 27,5 cm de longitud total.

## Distribución geográfica
Se encuentran en Sudamérica: afluentes orientales del río Paraguay.